# Dicnemoloma javanicum
Dicnemoloma javanicum là một loài Rêu trong họ Dicranaceae. Loài này được (Broth. ex M. Fleisch.) Renauld mô tả khoa học đầu tiên năm 1909.